# Stefan Bengtsson (affärsman)
Carl Stefan Bengtsson, född 16 augusti 1972 i Göteborg, är en svensk affärsman och H&M-arvtagare.
Han är son till Jörgen och Sian Bengtsson, född Persson, samt systerson till Stefan Persson och dotterson till H&M-grundaren Erling Persson.
Tillsammans med tvillingbrodern Jan Bengtsson har han drivit investmentbolaget Ekstranda AB, Sturehof AB och Ekstranda Hotell. De har också haft intressen i ytterligare ett antal företag inom nöjesbranschen.
På en lista över Sveriges rikaste år 2006 ligger han på 30:e plats och medan brodern ligger på 29:e plats.
Stefan Bengtsson har varit gift med Åsa Fröberg på TV3. De har två söner tillsammans.